# آنا پاپپلول
آنا پاپپلول (به انگلیسی: Anna Popplewell) (زاده ۱۶ دسامبر ۱۹۸۸) بازیگر انگلیسی است که بیشتر برای ایفای نقش سوزان پونسی در سری فیلم‌های سرگذشت نارنیا و لولا نارسیس در مجموعه تلویزیونی حکومت (۲۰۱۶-۲۰۱۳) شناخته‌‌می‌شود. خواهر کوچک‌تر او لولو پاپلول هم بازیگر است.

## اوایل زندگی
آنا پاپیلول بزرگ‌ترین فرزند از سه فرزند اندرو پاپیلول، قاضی دادگاه تجدید نظر، و دبرا توماس، متخصص پوست، است. او در لندن زاده شد. خواهر او لولو پاپلول و برادرش فردی پاپیلول نیز بازیگر هستند.
آنا پاپیلول در مدرسه کالج شمالی لندن تحصیل کرد، در سال ۲۰۰۷ در دانشگاه آکسفورد پذیرفته‌شد و مشغول تحصیل در رشته ادبیات انگلیسی شد.

## فیلم‌شناسی

### فیلم
| سال  | نام                               | نقش           | توضیحات |
| ---- | --------------------------------- | ------------- | ------- |
| ۱۹۹۹ | منسفیلد پارک                      | بتسی          |         |
| ۲۰۰۰ | خون‌آشام کوچک                      | آنا ساکویل-بگ |         |
| ۲۰۰۲ | رعد و برق                         | دنیس اسمش     |         |
| ۲۰۰۳ | دختری با گوشواره مروارید          | مرتج          |         |
| ۲۰۰۵ | سرگذشت نارنیا: شیر، کمد و جادوگر  | سوزان پونسی   |         |
| ۲۰۰۸ | سرگذشت نارنیا: شاهزاده کاسپین     | سوزان پونسی   |         |
| ۲۰۱۰ | سرگذشت نارنیا: سفر کشتی سپیده‌پیما | سوزان پونسی   |         |

### تلویزیون
| سال       | نام        | نقش                   | توضیحات                                  |
| --------- | ---------- | --------------------- | ---------------------------------------- |
| ۲۰۱۶-۲۰۱۳ | حکومت      | بانو لولا/لولا نارسیس | بازیگران اصلی                            |
| ۲۰۲۰      | فرهنگ پروپ | خودش                  | قسمت: "سرگذشت نارنیا: شیر، کمد و جادوگر" |

### بازی ویدئویی
| سال  | نام                              | نقش         | توضیحات |
| ---- | -------------------------------- | ----------- | ------- |
| ۲۰۰۵ | سرگذشت نارنیا: شیر، کمد و جادوگر | سوزان پونسی | صداپیشه |
| ۲۰۰۸ | سرگذشت نارنیا: شاهزاده کاسپین    | سوزان پونسی | صداپیشه |

## جوایز
| سال  | جایزه                         | دسته‌بندی            | فیلم                             | نتیجه    |
| ---- | ----------------------------- | ------------------- | -------------------------------- | -------- |
| ۲۰۰۶ | جوایز برگزیده نوجوانان        | بهترین بازیگر جوان  | سرگذشت نارنیا: شیر، کمد و جادوگر | نامزدشده |
| ۲۰۰۸ | جوایز برگزیده کودکان نیکلودین | ستاره منتخب فیلم    | سرگذشت نارنیا: شاهزاده کاسپین    | نامزدشده |
| ۲۰۰۹ | جایزه هنرمند جوان             | بهترین گروه بازیگری | سرگذشت نارنیا: شاهزاده کاسپین    | نامزدشده |